# Сипухові
Сипу́хові (Tytonidae) — родина птахів з ряду совоподібних (Strigiformes). Містить 20 сучасних видів.

## Поширення
Сипухові поширені на усіх материках, відсутні на Крайньому Півночі, в Антарктиді та Новій Зеландії, а сірі сипухи трапляються в Південно-Східній Азії та Центральній Африці.

## Опис
Тіло струнке, голова вузька та довга. Лицевий диск звужується донизу, трикутної форми. Зовнішні вуха та вушні капсули черепа симетричні. Єдина пара вирізок на задньому краї грудини у дорослих часто заростає. Для ніг характерна видовжена цівка, зазубрений кіготь третього пальця, однакові за довжиною другий та третій пальці.

## Класифікація
Об'єднує 20 видів, що належать до двох родів — сипуха (Tyto) та лехуза (Phodilus). Починаючи з еоцену відомо ще 6 викопних родів.
- Сипуха (Tyto)
  - Сипуха темно-бура (Tyto tenebricosa)
  - Сипуха срібляста (Tyto multipunctata)
  - Сипуха мінагаська (Tyto inexspectata)
  - Сипуха таліабуйська (Tyto nigrobrunnea)
  - Сипуха танімбарська (Tyto sororcula)
  - Сипуха мануська (Tyto manusi)
  - Сипуха новобританська (Tyto aurantia)
  - Сипуха австралійська (Tyto novaehollandiae)
  - Tyto almae[2]
  - Сипуха сулавеська (Tyto rosenbergii)
  - Сипуха мадагаскарська (Tyto soumagnei)
  - Сипуха крапчаста (Tyto alba)
  - Сипуха американська (Tyto furcata)
  - Tyto javanica
  - Tyto deroepstorffi (Hume, 1875)
  - Сипуха гаїтянська (Tyto glaucops)
  - Сипуха африканська (Tyto capensis)
  - Сипуха східна (Tyto longimembris)
- Лехуза (Phodilus)
  - Лехуза заїрська (Phodilus prigoginei)
  - Лехуза вухата (Phodilus badius)
  - Phodilus assimilis

Викопні роди
- Nocturnavis
- Necrobyas
- Prosybris
- Palaeotyto
- Palaeobyas
- Selenornis